# سحابة ماجلان الكبرى

موقع سحابة ماجلان الكبرى بالنسبة لمجرة درب التبانة وجيرانها الأقربين.

مجرة ماجلان الكبرى  (بالإنجليزية: Large Magellanic Cloud LMC) هي مجرة قزمة غير منتظمة قريبة من مجرتنا، مجرة درب التبانة، كان يعتقد في الماضي أنها كانت تابعة لمجرتنا. (بالرغم من ظهور علامات لبنية القضيب، وهي عادة ما يعاد تصنيفها كمجرة حلزونية قزمة ماجلانية)، وساتل في درب التبانة. على مسافة تقل قليلاً من 50 كيلوفرسخ فلكي (≈163,000 سنة ضوئية)، إن سحابة ماجلان الكبرى هي أقرب ثالث مجرة لدرب التبانة، مع مجرة الرامي القزمة (~ 16 كيلوفرسخ فلكي) ومجرة كانيس (~ 12.9 كيلوفرسخ فلكي) والتي تقع على مقربة من مركز درب التبانة. كتلتها تكافيء حوالي 10 بليون ضعف كتلة شمسنا (1010 كتلة شمسية)، مما يجعلها بضخامة 1/100 تقريباً من درب التبانة، وقطرها حوالي 14.000 سنة ضوئية (~ 4.3 ك.ف). وتعتبر سحابة ماجلان الكبرى هي رابع أكبر مجرة في المجموعة المحلية، بعد مجرة أندروميدا، ومجرة درب التبانة، ومجرة المثلث ثم مجرة ماجلان الكبرى.
وتبلغ كتلتها نحو 10 مليارات كتلة شمسية وبهذا فهي تشكل نحو 1/10 من كتلة المجرة، ويبلغ قطرها نحو 14.000 سنة ضوئية

## التصوير الفوتوغرافي
في أغسطس 2013 نشر علماء الفلك في مختبر جنوب أوروبا صورا فوتوغرافية كبيرة لسحابة ماجلان حصلوا عليها بواسطة تلسكوب كبير جداً. وتبين الصورة الفوتوغرافية مشهد لأقرب مجرة من الأرض على شكل سحابتين غازيتين: أحداهما حمراء أما الثانية فلونها أزرق. ونظرا لأن سحابة ماجلان الكبيرة تبعد عن كوكبنا مسافة 163 ألف سنة ضوئية فإن العلماء تمكنوا من الحصول على صور فوتوغرافية تفصيلية تسمح بالاطلاع على كيفية تشكل نجوم جديدة وتعامل إشعاع النجوم مع المادة. اللون الأحمر للسحابة الغازية الأولى ناجم عن ضوء الهيدروجين الذي يتأين تحت تأثير إشعاع نجوم فتية ويشع ضياء أحمر مميزا، ويسمح تحليل طيفه بتحديد التركيب الكيميائي للمادة. واللون الأزرق للسحاب الغازي الآخر ناجم عن التعامل بين إشعاع نجم مع الغاز المحيط به، لكن لدى الغاز في هذا القسم من المجرة تركيب كيميائي آخر لكثرة الاوكسيجين الذي تتسبب أيوناته في الضياء الأزرق. ويقول العلماء إنه يمكن مشاهدة كلا السحابتين في النصف الجنوبي من الكرة الأرضية بواسطة تلسكوب صغير. لكن عين الإنسان لا يمكنها تمييز اللون. ومن أجل تلقي معلومات عن لون الأجرام السماوية تستخدم صورة فوتوغرافية ملتقطة بواسطة تلسكوب كبير جدا هو عبارة عن مجموعة من التلسكوبات الأربعة مع مرايا ذات قطر 8.2 متر. وتسمح الأبعاد الكبيرة للمرآة بجمع ضوء أكثر وخفض نسبة التشويه.

## انظر أيضًا

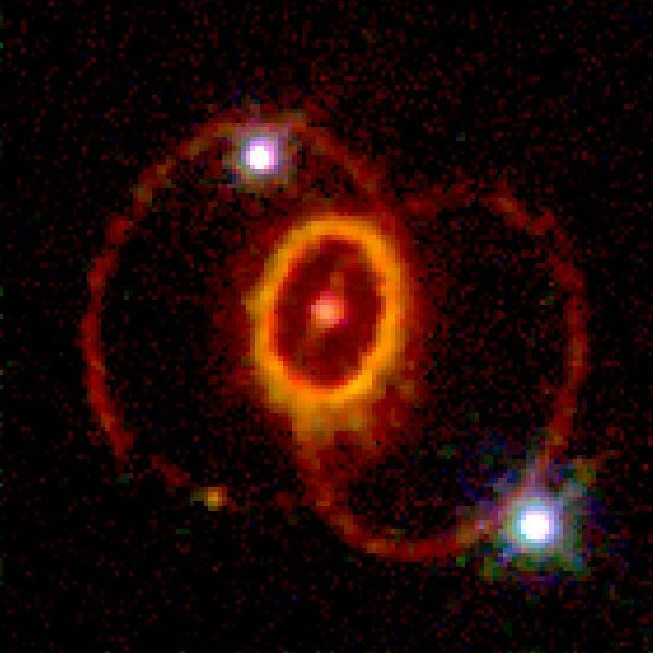
بقايا المستعر الأعظم 1987A

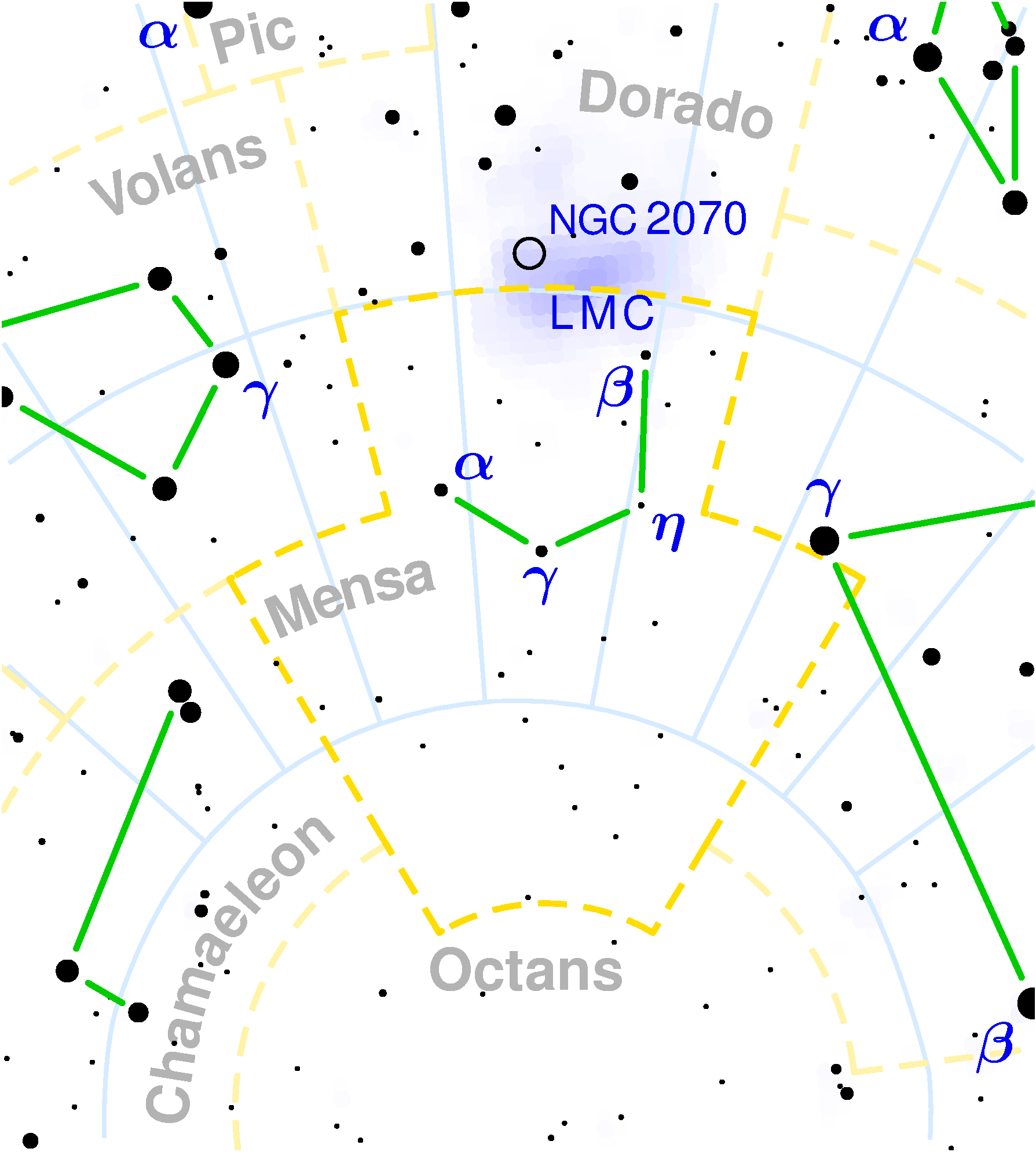
موقع سحابة ماجلان الكبرى LMC في كوكبة الجبل.

## وصلات خارجية
- موقع الكون في الإنترنت